# Valenciolenda fadaforesta
Valenciolenda fadaforesta es un hemíptero troglobionte de la familia Kinnaridae descubierto en varias cuevas del extremo oriental del sistema Ibérico en la Comunidad Valenciana, España. Es una especie de una gran singularidad por ser el primer hemíptero de la península ibérica que habita exclusivamente el medio subterráneo, la primera especie de Kinnaridae del Viejo Mundo, así como la séptima especie cavernícola de Kinnaridae del mundo y el tercer hemíptero cavernícola del entorno mediterráneo. Es la única especie del género Valenciolenda, que se describió junto a la especie. El primer hemíptero troglobio descubierto en territorio español fue el redúvido Collartida anophthalma, en la isla canaria de El Hierro.

## Descripción
Valenciolenda fadaforesta es un insecto pequeño de unos 3-4 mm de longitud y que presenta adaptaciones a la vida en cuevas tales como ausencia de ojos compuestos u ocelos, una pigmentación corporal muy débil y alas y tegminas reducidas. Son capaces de saltar varios centímetros para escapar de depredadores y su alimentación se basa, supuestamente, en raíces de plantas.

## Taxonomía
Debido a las diferencias encontradas entre los genitales de los individuos examinados y el resto de géneros de la familia Kinnaridae, los investigadores definieron un nuevo género, Valenciolenda. Los apellidos junto al nombre científico (Hoch & Sendra) son los de Hannelore Hoch y Alberto Sendra, autores principales del estudio.
Etimología
Valenciolenda: nombre genérico que se deriva, en primer lugar, de la procedencia de la especie, cerca de Valencia, España. La segunda parte del nombre genérico se refiere a la pertenencia del género a la tribu Adolendini.
fadaforesta: la apariencia de los machos, con alas translúcidas de bordes azulados, recuerdan a un hada. Las cuevas en las que se descubrió la especie se encuentran en zonas boscosas, por lo que fadaforesta describe su aspecto de "hada de los bosques", a partir de «fada» (hada en catalán valenciano) y «foresta» (bosque).